# Histrion (aktor)
Histrion (łac. histrio - aktor) – w średniowieczu wędrowny aktor, uprawiający rodzaj bezsłownych (choć czasami z udziałem muzyki) przedstawień, nawiązujących do tradycji mimu, o treściach satyrycznych, posługujący się gestem, ruchem (np. taniec), kostiumami itp.